# Ludwig Wilhelm Maurer
Ludwig Wilhelm Maurer (Potsdam, Berlín, 2 de febrer de 1789 – Sant Petersburg, Rússia, 13 d'octubre de 1878) fou un violinista, director d'orquestra i compositor alemany.
Fou deixeble de Haak, i als tretze anys ja tingué un contracte com a primer violí en l'Orquestra de la Cort de Berlín; l'any 1806 passà a Rússia, on donà diversos concerts, i aconseguí la plaça de mestre de capella del canceller Wsowologski. El 1832 es traslladà a Hannover com a director de concerts, i va romandre en aquesta ciutat fins al 1833, any en què retornà a Sant Petersburg, i se li confià la inspecció general de les orquestres imperials, però el 1845 deixà Rússia novament i s'establí a Dresden. Durant la seva llarga carrera artística havia donat nombrosos concerts en diverses capitals europees, fent-se aplaudir arreu on anava.
Deixà diverses composicions, entre elles les òperes: Der neue París, Aloise i Die Runenschlacht, que es va fer representar a Hannover, i un Konccertante, per a quatre violins i orquestra, que és la seva obra més important, ja que les altres, inclús les òperes, han restat oblidades.